# 里德科杜貝 (赫梅利尼茨基州)
49°28′22″N 26°41′57″E / 49.47278°N 26.69917°E
雷德科杜貝（羅馬化：Ridkoduby）是位於烏克蘭西部的村莊，由赫梅利尼茨基州赫梅利尼茨基區的黑奧斯特里夫市鎮負責管轄。該村處於沃伊托維納河畔，面積1.92平方公里，海拔高度311米，2001年人口829。